# Gross Bielenhorn
Gross Bielenhorn – szczyt w Alpach Berneńskich, części Alp Zachodnich. Leży w Szwajcarii w kantonie Uri. Należy do pasma Alp Urneńskich. Można go zdobyć ze schroniska Sidelenhütte (2708 m) lub Albert-Heim-Hütte (2541 m).